# Chùa Kim Sơn (Khánh Hòa)
Chùa Kim Sơn nằm ở xã Vĩnh Ngọc, thành phố Nha Trang, tỉnh Khánh Hòa. Chùa do Thiền sư Pháp Ấn xây dựng vào thời Hậu Lê trên một ngọn đồi đá nằm giữa bình nguyên, thường gọi là núi Gành, sau đổi là Kim Sơn do có sự tích khi xây dựng chùa thấy có một số vàng chôn ở đấy. Năm 1740, Nguyễn Phúc Khoát đổi tên chùa là Quy Tôn Tự và ban tấm biển sơn son thiếp vàng khắc 3 chữ lớn "Quy Tôn Tự" cùng 8 chữ lạc khoản "Quốc Chủ Từ Tế Đạo Nhân ngự đề". Năm 1845, Vua Thiệu Trị sắc hạ chùa theo danh hiệu cũ. Dưới triều Khải Định, chùa còn được gọi là chùa Bà Nghè do bà vợ một vị quan đã xuất gia và có công trùng tu lại ngôi chùa.